# Les Archanges du Mont-Saint-Michel I : Le Testament
Les Archanges du Mont-Saint-Michel I : Le Testament par Bruno Bertin (1999, France) est le cinquième album de bande dessinée des Aventures de Vick et Vicky.

## Synopsis
Vick, Vicky et ses amis de la patrouille des loups blancs réalisent un reportage sur le Mont-Saint-Michel pour le journal de leur école. Pour les aider, l'oncle de Chloé, antiquaire à Paris, leur envoie une statuette de l'archange. Ces vacances préparées de longue date s'annoncent studieuses mais l'ancienne statuette a connu une fin de voyage mouvementée et le socle endommagé laisse apparaître un parchemin. Ils font la connaissance de Rémi, un jeune montois qui se propose d'être leur guide.

## Personnages
Héros principaux
- Vick : tantôt de bonne ou de mauvaise humeur, c'est le héros de la série et le chef de la bande. Il habite Rennes.
- Vicky : chien de Vick, désigné mascotte de la patrouille des Élans, Vicky est un personnage important dans les aventures. Il aide régulièrement les enfants à se sortir de situations difficiles.

Scouts de la patrouille des Loups Blancs
- Marc
- Angelino
- Bruno : cousin de Marc, personnage casse-cou
- Marine
- Chloé : amie de Marine

Personnages de l'histoire
- François : oncle de Chloé, antiquaire à Paris
- Rémi de Lamps : fils du propriétaire du terrain où est installée la bande d'amis
- M. Fuchs : historien
- Georges : trafiquant d'objets d'art, frère d'Éric
- Éric : trafiquant d'objets d'art, frère de Georges

## Lieux visités
La bande dessinée se passe au Mont-Saint-Michel en Normandie. Pour la réalisation de cet album, l'auteur fut accompagné par des guides des Monuments nationaux pour l'aspect historique et du service éducatif du Mont-Saint-Michel. L'album est souvent utilisé en amont par les écoles pour préparer un voyage scolaire et ainsi permettre aux élèves d'appréhender ce site.

## Autour de l'œuvre
- Bruno Bertin a séjourné plusieurs jours au Mont-Saint-Michel pour s'imprégner de lieux dont l'histoire s'étend sur plusieurs siècles[2].
- « Outre les rencontres avec les moines de l'abbaye, il a aussi bénéficié des conseils de Thérèse Jannes, la conférencière. »[3]
- Page 7, case 3 : quand Bruno chute de son vélo et qu'il tient le guidon cassé dans ses mains en s'exclamant "C'est sûr, il va moins bien marcher maintenant", l'auteur a voulu faire un clin d'œil au film Le Corniaud de Gérard Oury (1965).
- Page 25 : on voit une boutique Éditions P'tit Louis.
- Page 37, case 6 : un prisonnier anglais de la guerre de cent ans prend les traits de Jean-Pierre Marielle.

## Réception critique
Manche Informations (revue du Conseil général) a écrit :
« Ils ont rejoint la Patrouille des Castors et les 3 A dans la grande mythologie des scouts de la bande dessinée. Leurs aventures les conduisent au Mont-Saint-Michel, à la recherche mouvementée d'un trésor, le tout ponctué de bonne humeur et d'angoisse, de gags et de moments de bravoure. Cette belle ouvrage s'inscrit dans la fameuse ligne claire issue d'Hergé, c'est-à-dire qu'elle est faite de dessins réalistes, nets, sans surcharge, mais qui n'excluent pas vitalité ni fantaisie. Bruno Bertin sait à merveille transposer son regard pétillant et son bon sourire dans ses scénarios et des dessins. »